# Let It Bleed
Let It Bleed – ósmy w Wielkiej Brytanii i dziesiąty w Stanach Zjednoczonych album grupy The Rolling Stones. Jest to pierwszy album, na którym wystąpił Mick Taylor (zastąpił on zmarłego Briana Jonesa).
W 2003 album został sklasyfikowany na 32. miejscu listy 500 albumów wszech czasów magazynu „Rolling Stone”. 

## Lista utworów

### Strona pierwsza
| 1. | „Gimme Shelter”                 | 4:32  |
|    |                                 |       |
| 2. | „Love in Vain” (Robert Johnson) | 4:22  |
|    |                                 |       |
| 3. | „Country Honk”                  | 3:10  |
|    |                                 |       |
| 4. | „Live With Me”                  | 3:36  |
|    |                                 |       |
| 5. | „Let It Bleed”                  | 5:34  |
|    |                                 |       |
|    |                                 | 21:14 |
|    |                                 |       |

### Strona druga
| 1. | „Midnight Rambler”                   | 6:57  |
|    |                                      |       |
| 2. | „You Got the Silver”                 | 2:54  |
|    |                                      |       |
| 3. | „Monkey Man”                         | 4:15  |
|    |                                      |       |
| 4. | „You Can't Always Get What You Want” | 7:30  |
|    |                                      |       |
|    |                                      | 21:36 |
|    |                                      |       |

## Wykonawcy
- Mick Jagger – śpiew, harmonijka, śpiew towarzyszący
- Keith Richards – akustyczna gitara, śpiew towarzyszący, elektryczna gitara, gitara slide, śpiew, gitara basowa
- Charlie Watts – perkusja
- Bill Wyman – gitara basowa, cytra akordowa, wibrafon
- Mick Taylor – elektryczna gitara, gitara slide
- Madeline Bell – śpiew towarzyszący
- Byron Berline – skrzypce
- Merry Clayton – śpiew, śpiew towarzyszący
- Ry Cooder – mandolina
- Rocky Dijon – kongi, marakasy
- Nicky Hopkins – pianino, organy
- Bobby Keys – saksofon tenorowy
- Al Kooper – pianino, organy, waltornia
- Jimmy Miller – perkusja, tamburyn
- Nanette Newman – śpiew towarzyszący
- Leon Russell – pianino
- Ian Stewart – pianino
- Doris Troy – śpiew towarzyszący
- Tom Pollard – śpiew towarzyszący

## Listy przebojów

### Album
| Rok  | Lista                         | Pozycja |
| ---- | ----------------------------- | ------- |
| 1969 | UK Albums Chart               | 1       |
| 1970 | UK Albums Chart               | 2       |
| 1969 | Billboard Pop Albums          | 3       |
| 1970 | Billboard Pop Albums          | 3       |
| 1980 | Billboard Pop Albums          | 177     |
| 2002 | Billboard Top Internet Albums | 15      |

### Single
| Rok  | Single                               | Lista                 | Pozycja |
| ---- | ------------------------------------ | --------------------- | ------- |
| 1973 | „You Can't Always Get What You Want” | The Billboard Hot 100 | 42      |

## Certyfikaty i sprzedaż
| Kraj                     | Certyfikat         | Sprzedaż   |
| ------------------------ | ------------------ | ---------- |
| Holandia (NVPI)          | złota płyta        | 25 000+    |
| Kanada (MC)              | platynowa płyta    | 100 000+   |
| Stany Zjednoczone (RIAA) | 2x platynowa płyta | 2 000 000+ |
| Wielka Brytania (BPI)    | platynowa płyta    | 300 000+   |